# 神無-KANNA-
「神無-KANNA-」（かんな）は、日本のシンガーソングライター・miwaの楽曲。2021年7月7日に先行配信が開始された後、2021年8月18日に彼女の28枚目のシングルとしてソニー・ミュージックレコーズからCD盤がリリースされた。

## 解説
2021年秋に公開されたアニメーション映画『神在月のこども』主題歌として制作された楽曲。
2019年にフランスで開催された日本文化博覧会『JAPAN EXPO』でmiwaが弾き語りライブを行った際に、映画の原作者やプロデューサーらが歌を聴いた事がきっかけとなって主題歌を担当することとなった。miwaはアニメの絵コンテが制作された段階で音楽制作を開始し、アニメスタッフ側もmiwaのデモ音楽に合わせて制作を進めたという。
2021年7月11日に愛知県豊田市の豊田スタジアムで開催された「とよたアニメシネマフェスティバル2021」にmiwaが出演し、豊田市民から選ばれた招待客2,000人による、曲中で使用される手拍子の公開レコーディングが行われた。
CDシングルはDVD付きの初回生産限定盤と通常盤の2種類がリリースされた。カップリング曲には、『神在月のこども』の挿入歌「Daydream〜在りし日の夢〜」が収録されている。

## 収録曲
| 全作詞: miwa、全作曲: miwa & NAOKI-T、全編曲: NAOKI-T。 |                                            |           |                |                                            |      |
| #                                                       | タイトル                                   | 作詞      | 作曲・編曲     | タイアップ等                               | 時間 |
| 1.                                                      | 「神無-KANNA-」                            | miwa      | miwa & NAOKI-T | アニメーション映画『神在月のこども』主題歌 | 4:48 |
| 2.                                                      | 「Daydream〜在りし日の夢〜」               | miwa      | miwa & NAOKI-T | アニメーション映画『神在月のこども』挿入歌 | 3:47 |
| 3.                                                      | 「神無-KANNA-」(Instrumental)              | miwa      | miwa & NAOKI-T |                                            | 4:48 |
| 4.                                                      | 「Daydream〜在りし日の夢〜」(Instrumental) | miwa      | miwa & NAOKI-T |                                            | 3:43 |
| 合計時間:                                               | 合計時間:                                  | 合計時間: | 17:08          |                                            |      |

| #   | タイトル                                                                          | 作詞 | 作曲・編曲 |
| --- | --------------------------------------------------------------------------------- | ---- | ---------- |
| 1.  | 「神無-KANNA-」(Music Video)                                                      |      |            |
| 2.  | 「神無-KANNA-」(Music Video Making)                                               |      |            |
| 3.  | 「アコースティックストーリー」(miwa live at 下北沢LOFT〜Remote acoguissimo〜)     |      |            |
| 4.  | 「441」(miwa live at 下北沢LOFT〜Remote acoguissimo〜)                            |      |            |
| 5.  | 「君に出会えたから」(miwa live at 下北沢LOFT〜Remote acoguissimo〜)               |      |            |
| 6.  | 「Napa」(miwa live at 下北沢LOFT〜Remote acoguissimo〜)                           |      |            |
| 7.  | 「リブート」(miwa live at 下北沢LOFT〜Remote acoguissimo〜)                       |      |            |
| 8.  | 「again×again」(miwa live at 下北沢LOFT〜Remote acoguissimo〜)                    |      |            |
| 9.  | 「Who I Am」(miwa live at 下北沢LOFT〜Remote acoguissimo〜)                       |      |            |
| 10. | 「ヒカリヘ」(miwa live at 下北沢LOFT〜Remote acoguissimo〜)                       |      |            |
| 11. | 「We are the light」(miwa live at 下北沢LOFT〜Remote acoguissimo〜) (Bonus Track) |      |            |